# Calligonum leucocladum
Calligonum leucocladum (Schrenk) Bunge – gatunek rośliny z rodziny rdestowatych (Polygonaceae Juss.). Występuje naturalnie w Rosji (w zachodniej części Syberii), Kazachstanie, Turkmenistanie, Uzbekistanie oraz Chinach (w regionie autonomicznym Sinciang). 

## Morfologia
PokrójZrzucający liście krzew dorastający do 0,5–1,2 m wysokości.
LiścieIch blaszka liściowa ma równowąski kształt, mierzy 2–5 mm długości, o ostrym wierzchołku.
KwiatyZebrane po 2–4 w pęczki, rozwijają się w kątach pędów. Listki okwiatu mają eliptyczny kształt i zieloną barwę, mierzy do 1–2 mm długości.
OwoceMają elipsoidalny kształt, osiągają 12–18 mm szerokości.

## Biologia i ekologia
Rośnie na pustyniach oraz wydmach. Występuje na wysokości od 500 do 1500 m n.p.m. Kwitnie od kwietnia do maja, natomiast owoce dojrzewają od maja do czerwca. 

## Zmienność
W obrębie tego gatunku oprócz podgatunku nominatywnego wyróżniono jeden podgatunek:
- Calligonum leucocladum subsp. elegans (Drobow) Soskov